# Marshall Colt
Pour les articles homonymes, voir Colt.
Marshall Colt (né le 26 octobre 1948 à la Nouvelle-Orléans) est un acteur américain.
Il a, notamment, joué dans la série télévisée Loterie, en 1983.